# Paul Panzers Comedy Spieleabend
Paul Panzers Comedy Spieleabend ist eine deutsche Comedy-Impro-Spielshow, die von Paul Panzer moderiert, von Constantin Entertainment produziert und von Sat.1 ausgestrahlt wurde. In jeder Folge gibt es zwei Teams aus Prominenten, die gegeneinander antreten und, wie bei der ProSieben-Spielshow Extreme Activity, verschiedene Begriffe erklären bzw. erraten müssen.
Die erste Folge wurde am 10. März 2017 gesendet. Am 16. Februar 2018 wurde die letzte Folge ausgestrahlt. Die Show wurde nach 16 Folgen aufgrund niedriger Einschaltquoten abgesetzt.

## Konzept
Sechs Prominente spielen jeweils zu dritt in einem Team und treten in mehreren Spielrunden gegeneinander an. Ein Teammitglied muss seinem Team verschiedene Begriffe erklären und diese müssen die Begriffe erraten. Dabei gibt es verschiedene Varianten, wie der Prominente die verschiedene Begriffe erklären soll. Durch ein Buzzer wird ein Zufallsgenerator ausgelöst und dieser entscheidet vor jeder Runde, ob der Prominente die Begriffe zeichnen, mündlich umschreiben oder pantomimisch darstellen soll. Zudem gibt es noch die Variante Au' Backe, bei der die Prominenten Begriffe unter erschwerten Bedingungen erklären und seit der zweiten Staffel auch gegen Panzer antreten müssen. Sie haben jeweils ein Zeitlimit von 90 Sekunden. Während das Team bei den ersten drei Varianten jeweils ein Punkt für den erratenen Begriff erhält, erhält man bei Au' Backe jeweils zwei Punkte pro erratenen Begriff.
Zum Schluss folgt das zweieinhalb minütige Finale, bei dem vier Prominente Begriffe erraten müssen, die sie von den restlichen zwei Prominenten erklärt bekommen. Der Prominente, der den Ballon Danger Willi hält, muss für sein Team den Begriff mündlich umschreiben. Zerplatzt der Ballon nach einer unbestimmten Zeit, dann werden für das Team, das den Begriff erraten sollte, drei Punkte abgezogen. Konnte das Team den Begriff erraten, dann erhält das Team drei Punkte und darf Danger Willi an das andere Team überreichen.
Das Team, das am Ende die meisten Punkte auf dem Konto hat, gewinnt die Folge und erhält den Goldenen Paul Panzer.
Seit der zweiten Staffel steht jeder Folge unter einem bestimmten Motto wie etwa Spieleklassiker, Kirmes, Impro oder Kneipenabend. Außerdem tritt seit dem Nina Moghaddam als Schiedsrichterin auf.

## Produktion und Ausstrahlung
Mitte Januar 2017 kündigte Sat.1 an, dass eine neue Comedy-Spielshow mit Paul Panzer in Auftrag gegeben wurde. Die von Constantin Entertainment produzierte Show mit dem Titel Paul Panzers Comedy Spieleabend soll im Frühjahr 2017 ausgestrahlt werden. Ende Januar 2017 wurde eigentlich angekündigt, dass die sechsteilige Show ab dem 17. März 2017 zusammen mit der Neuauflage der Comedy-Panel-Show Genial daneben und der zweiten Staffel der Sketch-Comedy-Serie Rabenmütter im Rahmen der neuen Blockprogrammierung mit dem Namen Fun Freitag ausgestrahlt werden sollte. Jedoch wurde ca. einen Monat später bekannt, dass der Sendestart um eine Woche nach vorne verschoben wurde, um somit nicht mit dem Auftakt der Jubiläumsstaffel von Let’s Dance zu kollidieren.
Die erste Folge am 10. März 2017 um 20:15 Uhr wurde von insgesamt 1,88 Millionen Zuschauer gesehen.
Auf den Screenforce Days am 21. Juni 2017 teilte Sat.1 mit, dass die Show um eine weitere Staffel fortgeführt wird. Diese wurde ab dem 8. September 2017 ausgestrahlt. Die letzte Folge der Staffel lief am 13. Oktober 2017.
Am 8. Dezember 2017 wurde die Show um eine dritte Staffel verlängert, die vom 26. Januar bis zum 16. Februar 2018 ausgestrahlt wurde.

## Folgen und Gäste

### Staffel 1
| Folge | Datum         | Team 1                                                                 | Team 2                                                               | Endergebnis |
| ----- | ------------- | ---------------------------------------------------------------------- | -------------------------------------------------------------------- | ----------- |
| 1     | 10. März 2017 | Team „Femme Fatale“ Panagiota Petridou Jana Ina Zarrella Verona Pooth  | Team „Funny Bones“ Martin Rütter Chris Tall Wigald Boning            | 28:40       |
| 2     | 17. März 2017 | Team „Burger Queen“ Hella von Sinnen Bürger Lars Dietrich Janine Kunze | Team „King of Comedy“ Martin Rütter Faisal Kawusi Kaya Yanar         | 34:63       |
| 3     | 24. März 2017 | Team „Voll Weiber“ Ruth Moschner Nikeata Thompson Susan Sideropoulos   | Team „Ganze Kerle“ Atze Schröder Stefan Mross Kaya Yanar             | 50:34       |
| 4     | 31. März 2017 | Team „Crazy Queens“ Laura Wontorra Verona Pooth Ross Antony            | Team „Crazy Kings“ Mirco Nontschew Dave Davis Harry G                | 21:36       |
| 5     | 7. Apr. 2017  | Team „Dream Team“ Andrea Sawatzki Detlef Steves Nina Moghaddam         | Team „Magic Men“ Christian Ehrlich Andreas Ehrlich Mirco Nontschew   | 12:19       |
| 6     | 21. Apr. 2017 | Team „Good Wife“ Mimi Fiedler Collien Ulmen-Fernandes Lisa Feller      | Team „Two and a Half Men“ Detlef D! Soost Detlef Steves Joey Heindle | 42:13       |

## Rezeption

### Kritik
Als Sat.1 die Show angekündigt hatte, gab es in den sozialen Netzwerken vor allem negative Kritik. Der Moderator Paul „Panzer sei nicht lustig und die Show nur das nächste Format nach dem Schema F.“
In der Presse wurde die Show relativ positiv aufgenommen. So wurde zwar kritisiert, dass die Show keine neue Showidee sei. Das Konzept ähnele stark der Spielshow Extreme Activity, die von der gleichen Produktionsfirma produziert und von 2006 bis 2007 auf dem ebenfalls zur ProSiebenSat.1-Media-Gruppe gehörende Sender ProSieben ausgestrahlt wurde. Auch die Auswahl des Titels wurde kritisiert, da die Show nicht mit Paul Panzer stehen oder fallen würde, sowie auch das Verwenden von Fäkalsprache. Positiv aufgenommen wurde unter anderem, dass man sich für eine einstündige Show entschieden hat und der Moderator Paul Panzer nicht stören würde. Auch die Auswahl der Gäste der Auftaktfolge wurde gelobt. Im Großen und Ganzen sei die Show unterhaltsam.

„Da kommt der "Comedy Spieleabend" eher wie ein Spieleabend unter Freunden daher - mit ganz viel Alkohol. Aber natürlich hat auch das so seine Vorteile.“

„Zwar wird man mit diesem Format gewiss keinen Kreativitätspreis gewinnen, hat allerdings ein überraschend stimmiges Lead-In für den neuen alten "Fun-Freitag" produziert, das mit Kurzweil und simpler, klassischer Unterhaltungskunst überzeugt.“

### Einschaltquoten
| Nr. (ges) | Nr. (St.) | Datum         | Zuschauer | Zuschauer       | Marktanteil | Marktanteil     | Quelle        |
| Nr. (ges) | Nr. (St.) | Datum         | Gesamt    | 14 bis 49 Jahre | Gesamt      | 14 bis 49 Jahre | Quelle        |
| --------- | --------- | ------------- | --------- | --------------- | ----------- | --------------- | ------------- |
| 1         | 1         | 10. März 2017 | 1,88 Mio. | 0,88 Mio.       | 6,1 %       | 9,0 %           | [ 5 ]         |
| 2         | 2         | 17. März 2017 | 1,60 Mio. | 0,76 Mio.       | 5,1 %       | 7,7 %           | [ 12 ]        |
| 3         | 3         | 24. März 2017 | 1,90 Mio. | 0,94 Mio.       | 6,0 %       | 9,8 %           | [ 13 ]        |
| 4         | 4         | 31. März 2017 | 1,52 Mio. | 0,73 Mio.       | 5,3 %       | 8,5 %           | [ 14 ]        |
| 5         | 5         | 7. Apr. 2017  | 1,46 Mio. | 0,69 Mio.       | 4,9 %       | 7,4 %           | [ 15 ]        |
| 6         | 6         | 21. Apr. 2017 | 1,46 Mio. | 0,73 Mio.       | 4,7 %       | 7,4 %           | [ 16 ]        |
| 7         | 1         | 8. Sep. 2017  | —         | —               | —           | —               | —             |
| 8         | 2         | 15. Sep. 2017 | —         | —               | —           | —               | —             |
| 9         | 3         | 22. Sep. 2017 | —         | —               | —           | —               | —             |
| 10        | 4         | 29. Sep. 2017 | —         | —               | —           | —               | —             |
| 11        | 5         | 6. Okt. 2017  | —         | —               | —           | —               | —             |
| 12        | 6         | 13. Okt. 2017 | —         | —               | —           | —               | —             |
| 13        | 1         | 26. Jan. 2018 | 1,26 Mio. | 0,63 Mio.       | 4,1 %       | 6,9 %           | [ 17 ] [ 18 ] |
| 14        | 2         | 2. Feb. 2018  | 1,26 Mio. | —               | 3,8 %       | 6,9 %           | [ 19 ] [ 20 ] |
| 15        | 3         | 9. Feb. 2018  | 1,11 Mio. | 0,49 Mio.       | 3,4 %       | 4,9 %           | [ 21 ]        |
| 16        | 4         | 16. Feb. 2018 | 1,49 Mio. | 0,67 Mio.       | 4,6 %       | 7,0 %           | [ 22 ]        |